# Ruby Laffoon
Ruby Laffoon (Madisonville, 15 gennaio 1869 – Madisonville, 1º marzo 1941) è stato un avvocato e politico statunitense, in carica come 43º Governatore del Kentucky dal 1931 al 1935.

## Biografia
Nativo del Kentucky, a 17 anni si trasferì a Washington, D.C. per vivere con suo zio, il deputato alla Camera dei Rappresentanti Polk Laffoon. Sviluppò i suoi interessi per la politica e tornò in Kentucky, dove collezionò una serie di vittorie e sconfitte alle elezioni del paese e dello stato. Nel 1931, fu scelto come candidato governatoriale democratico attraverso un'assemblea nominativa, non le primarie, che lo resero l'unico candidato governatoriale del Kentucky ad essere scelto da un'assemblea dopo il 1903. Alle elezioni generale, sconfisse il repubblicano William B. Harrison, con quella che fu la più grande vittoria nella storia delle elezioni governatoriali del Kentucky.
| Controllo di autorità | VIAF (EN) 28344556 · ISNI (EN) 0000 0000 2459 8562 · LCCN (EN) n79026790 |